# Formula Student
Formula Student of Formula SAE is een internationale designcompetitie voor studenten. Deze competitie werd in 1980 door de tak van de Society of Automotive Engineers aan de Universiteit van Texas in Austin opgericht, na een mislukte eenjarige competitie SAE Mini-Indy. Door uitbreiding naar andere landen en continenten kent de competitie ondertussen verschillende organisatoren en is ze ook bekend onder de twee bovengenoemde namen. Er bestaat echter wel een eenduidige Formula Student-wereldranglijst, waarin erkende Formula Student-events in opgenomen worden en waarin de punten gewogen worden naargelang de kwaliteit van het deelnemersveld. Binnen Formula Student bestaan de Formula Student Combustion, Formula Student Electric en Formula Student Driverless-klasses.

## Concept

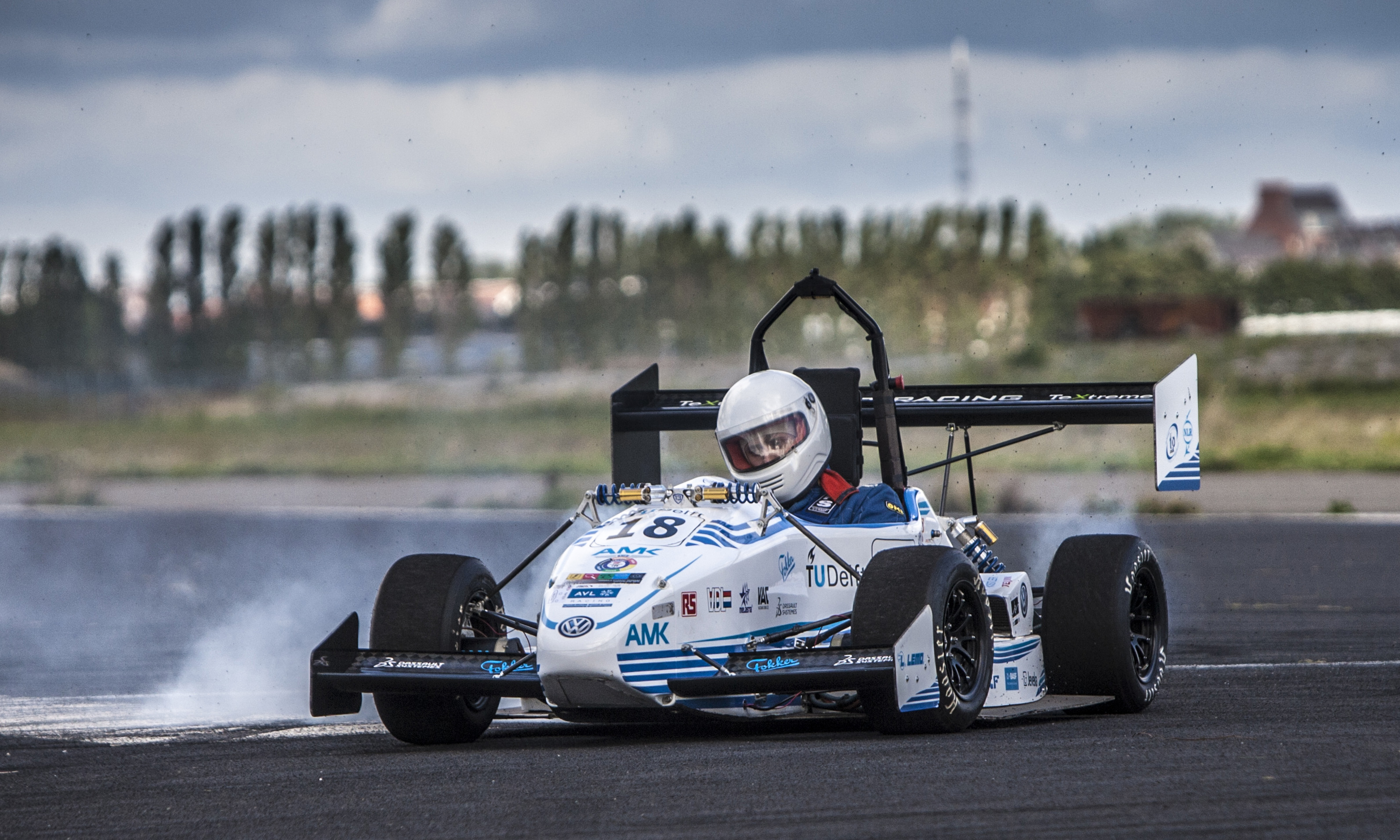
De DUT13 van het Nederlandse team DUT Racing.

Het idee achter Formula Student is dat een fictief bedrijf een team van studenten de opdracht geeft om een kleine Formule-racewagen te bouwen. Deze wagen zowel als productie-item en als racewagen geëvalueerd worden. De doelgroep van dit product zou een niet-professionele weekendcoureur zijn. Elk studententeam ontwerpt, bouwt en test een prototype die gebaseerd zijn op regels die enerzijds de veiligheid op het circuit moeten garanderen en anderzijds ingenieuze oplossingen moeten uitlokken.
Deze prototype racewagen wordt in een aantal verschillende proeven beoordeeld. Het puntensysteem voor de meeste competities is de volgende:
| Statische proeven          |      |
| -------------------------- | ---- |
| Design                     | 150  |
| Cost & Manufacturing       | 100  |
| Business Plan Presentation | 75   |
| Dynamische proeven         |      |
| Acceleration               | 100  |
| Skidpad                    | 75   |
| Autocross                  | 125  |
| Efficiency                 | 100  |
| Endurance                  | 275  |
| Totaal maximum             | 1000 |

Bijkomend op deze events delen verschillende competitiesponsors ook speciale prijzen uit voor bijzondere ontwerprealisaties. Dit kan bijvoorbeeld gaan over het meest innovatieve gebruik van electronica, de beste recycleerbaarheid van een wagen, de veiligste wagen of de meest performante wagen tijdens de dynamische events. Een technische inspectie vindt plaats aan het begin van iedere competitie om iedere wagen op de correcte toepassing van het reglement te controleren. Om deel te kunnen nemen aan de dynamische proeven worden de auto's gecontroleerd op de aanwezigheid van voldoende remvermogen, rolbestendigheid en geluidsniveau.
Dit zorgt ervoor dat Formula Student alle elementen van een werkomgeving omvat, inclusief onderzoek, ontwerp, productie, testen, ontwikkeling, marketing, management en fondsenwerving. "Grote bedrijven zoals General Motors, Ford Motor Company en Fiat Chrysler Automobiles werken samen met studenten van Formula Student-teams. Door te werken in teams tussen 2 en 30 studenten, bewijzen deze studenten bekwaam om een werkend prototypevoertuig te bouwen."
Onder de vrijwilligers voor de designjury bevinden zich enkele van de meest prominente ingenieurs en consultants van de sector, waaronder Claude Rouelle, Doug Milliken, Carroll Smith, Bill Mitchell, Jack Auld, John LePlante, Ton Tauranac en Bryan Kubala.

## Samenvatting van het reglement

### Studentencompetitie
Formula Student heeft relatief weinig belemmeringen. Het team mag uitsluitend uit actieve hogeschool- of universiteitsstudenten bestaan, inclusief de bestuurders van de wagens. Dit komt met vanzelfsprekende limieten op beschikbare werkuren, vaardigheden, ervaring en leidt tot een raceklasse met uitdagingen die niet in andere klasses voorkomen met betaald en opgeleid personeel. Het is toegelaten om advies of kritiek van professionelen of academici te vragen, maar het eigenlijke ontwerp moet door de student zelf bepaald worden.
De teams zijn van fondsenwerving afhankelijk, al zijn ook sommige teams gebaseerd op opleidingsprogramma's en ontvangen deze teams een budget van de geassocieerde universiteit. De wagens vertonen door het losse reglement en de verschillende aanpakken voor de acht proeven een grote variëteit, een zeldzaamheid binnen de motorsport.

### Motor
De aandrijving gebeurt ofwel door een verbrandingsmotor (Formula Student Combustion) ofwel een volledig elektrisch. De inwendige verbrandingsmotor moet een viertaktmotor zijn die werkt volgens de Otto-cyclus en met een cilinderinhoud kleiner dan 600cc. De elektrische motoren hebben een gecombineerd vermogen van maximaal 80 kW.

### Ophanging
De ophanging is volledig vrij, op de veiligheidsreglementen na. Bijna alle teams kiezen voor double-wishbone ophanging. Actieve ophanging is toegelaten.

### Aerodynamica
Op het vlak van aerodynamica is vooral de ontwerpruimte vastgelegd. Daarbinnen kan men vrij aerodynamische elementen als vleugels en diffusers ontwerpen. De lage snelheden van Formula Student maken dat een degelijke analyse van het aerodynamicapakket een vereiste is om deze onderdelen ook effectief in een voordeel om te zetten.

### Gewicht
Er is geen enkele belemmering op het gewicht, echter worden door de performantievoordelen grote inspanningen geleverd om het gewicht te verlagen. Het gewicht van een gemiddelde competitieve Formula Student-wagen ligt rond de 220 kg in rijklare toestand. De innovatieve oplossingen voor gewichtsreductie zijn onder andere het gebruik van composieten, topologische optimalisatie en rapid prototyping.
In 2009 werd de puntenbonus voor efficiëntie en brandstofverbruik opgetrokken van 50 naar 100 punten, wat een downsizingtrend met zich meebracht van vier cilinders naar één- of tweecilindermotoren. De punten die verloren worden tijdens de endurance worden dan gecompenseerd bij de efficiency-proef.

### Veiligheid
De meeste regels in het regelboek hebben betrekking tot veiligheid. Zo moeten alle wagens uitgerust zijn met twee roll hoops met voorgeschreven dikte en materiaal, onafhankelijk van de samenstelling van de rest van het chassis. Er moet steeds een crashstructuur aanwezig zijn aan het vooreinde van de auto, met bijgeleverd experimenteel bewijs dat de structuur de auto en bestuurder voldoende beschermd. Daarnaast beschikken alle auto's over hydraulische remcircuits en door de FIA gekeurde vijf- of zespuntsgordels. De zithouding van de bestuurder moet aan bepaalde voorwaarden voldoen en er mag nooit een directe onbeschermde lijn bestaan tussen het hoofd van de bestuurder en brandstof-, koelvloeistof-, of olieleidingen.